# سازمان ملی پیشگیری از بارداری
سازمان ملی پیشگیری از بارداری (به انگلیسی: National Birth Control League) یکی از سازمان‌های ایالات متحده بود که در اوایل قرن بیستم جهت ترویج و ارتقای دانش و استفاده از ابزار پیشگیری از بارداری تأسیس شد.

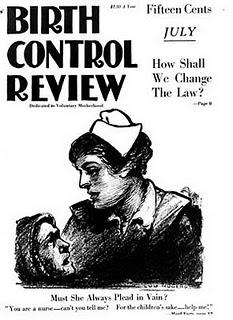
جلد برث کنترل ریویو ژوئیه ۱۹۱۹ با کاریکاتوری اثر:لو راجرز؟ «آیا او همیشه باید در دادگاه بیهوده اقامه دعوا کند؟»

این سازمان در سال ۱۹۱۵ میلادی و زمانی که مارگارت سنگر در اروپا بود توسط مری دنت، جسی اشلی و کلارا گرونینگ استیلمن تأسیس شد تا در جهت بهبود آگاهی دربارهٔ پیشگیری از بارداری و جلوگیری از وضع قوانین جدید که به جلوگیری از انتشار و گردش اطلاعات دربارهٔ پیشگیری می‌پرداختند کمک کند. این سازمان با انتشار مقالات مرتبط با پیشگیری از بارداری و همین‌طور برگزاری کنفرانس در دفتر مرکزی خود واقع در خیابان پنجم به فعالیت خود ادامه داد. این فعالیت‌ها در مجلهٔ برث کنترل ریویو انتشار می‌یافت.